# 陈舒 (1954年)
陈舒（1954年—），河南内黄人，汉族，中华人民共和国政治人物、第十二届全国人民代表大会广东地区代表。

## 生平
毕业于中山大学法律专业。加入中国共产党。担任广州市律师协会名誉会长。2008年起担任全国人大代表。2013年，担任全国人大代表。